# Kévin Denis
Pour les articles homonymes, voir Denis.
Kévin Denis (né le 22 mars 1987 à La Ferté-Bernard et mort le 2 novembre 2014 à Massieux,) est un coureur cycliste français, actif dans les années 2000 et 2010.

## Biographie
Kévin Denis commence le cyclisme durant sa jeunesse à l'UC Conlie. Il court ensuite au CA Mantes-la-Ville en 2006, puis à l'UC Sablé en 2007. En 2008, il intègre le nouveau club sartois Perche-Agem 72. Stagiaire chez Agritubel, il se distingue également chez les amateurs en obtenant diverses victoires. 
Il passe finalement professionnel en 2012, lorsque sa formation Véranda Rideau-Super U devient une équipe continentale. Gêné par des allergies, il n'obtient toutefois aucun résultat notable. En fin de saison, son équipe disparaît après le retrait d'un sponsor. Kévin Denis reprend alors une licence au niveau amateur en 2013, au sein du club Sablé Sarthe Cyclisme. Il est cependant contraint de mettre un terme à sa carrière au mois de mars après avoir été diagnostiqué d'une dysplasie ventriculaire, une anomalie cardiaque.
Il meurt en novembre 2014 d'un malaise cardiaque, à seulement vingt-sept ans,.

## Palmarès

### Par année
- 2005
  - Prix de la Saint-Laurent Juniors
  - 3e du Trophée de la Ville de Châtellerault
- 2006
  - 3e du Tour du Pays Courvillois
- 2008
  - Deux Jours du Perche :
    - Classement général
    - 1re étape

  - 1re étape du Tour d'Eure-et-Loir
  - 1re épreuve du Challenge Mayennais
  - Prix d'Ambrières-les-Vallées
  - 2e du Grand Prix des Hauts-de-France
  - 3e du Grand Prix de Tours
- 2010
  - Grand Prix du Mans
  - 3e du Souvenir Louison-Bobet
- 2011
  - Grand Prix Michel-Lair
  - Challenge Mayennais
  - 3e du Circuit des plages vendéennes

### Classements mondiaux
| Année           | 2009 | 2010   |
| --------------- | ---- | ------ |
| UCI Europe Tour | 926e | 1 129e |